# Cẩm Ly

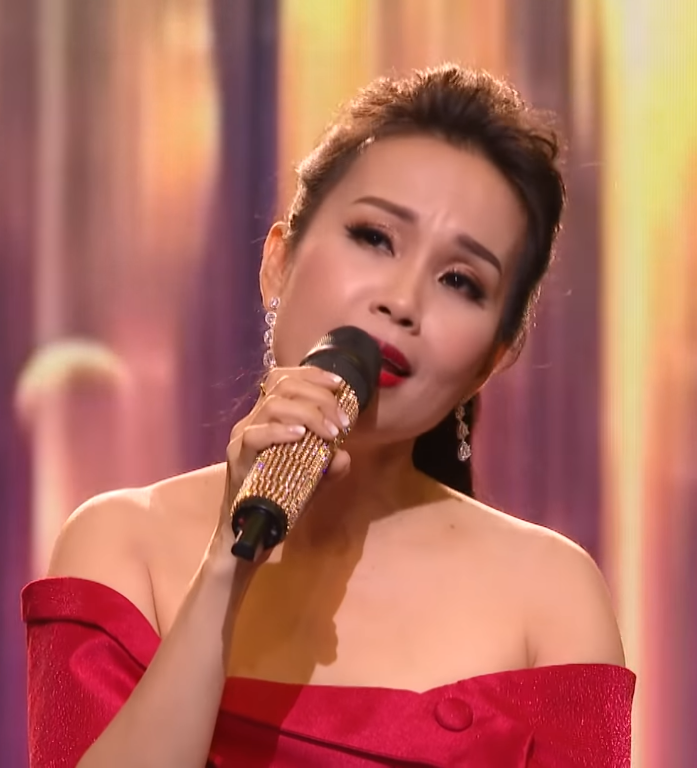
Trần Thị Cẩm Ly (2020)

Trần Thị Cẩm Ly (* 30. März 1970 in Saigon) ist eine vietnamesische Sängerin, die für ihre vielseitige musikalische Karriere und ihre Beiträge zur zeitgenössischen vietnamesischen Musiklandschaft bekannt ist. Als Interpretin von Pop- und Volksmusik hat sie sich einen Namen in der nationalen Musikszene gemacht und gilt als einflussreiche Künstlerin ihrer Generation. Ihre künstlerische Laufbahn ist geprägt von musikalischer Innovation, persönlicher Resilienz und einer tiefen Verbundenheit mit der traditionellen vietnamesischen Musikkultur.

## Biografie vor der Karriere
Trần Thị Cẩm Ly wurde 1970 in der südvietnamesischen Hauptstadt Saigon geboren. Sie wuchs als drittes von sechs Kindern in einer musikalisch geprägten Familie auf. Ihr Vater war der Komponist Trần Quang Hiển, was schon früh ihr Interesse für Musik weckte.
Cẩm Ly verbrachte ihre Kindheit und Jugend in Qui Nhơn, einer Stadt in der Provinz Bình Định im Süden Vietnams. Schon in jungen Jahren zeigte sie ein ausgeprägtes Gesangstalent, das von ihrer Familie erkannt und gefördert wurde. Ihre beiden jüngeren Schwestern Hà Phương und Minh Tuyết entwickelten ebenfalls musikalische Ambitionen und wurden später selbst Sängerinnen.

## Musikalische Karriere
Cẩm Ly begann ihre musikalische Karriere Ende der 1990er Jahre in Vietnam. Sie erlangte erstmals Aufmerksamkeit durch ihre Zusammenarbeit mit dem Sänger Đan Trường auf dem Album Nếu phôi pha ngày mai. Ihr Durchbruch gelang ihr mit mehreren erfolgreichen Hits wie Người về cuối phố, Bờ bến lạ und Mây chiều. In den folgenden Jahren etablierte sich Cẩm Ly als vielseitige Künstlerin, indem sie zahlreiche Alben mit Volksmusik und lyrischer Musik aufnahm. Besonders ihre Live-Shows unter dem Titel Tự tình quê hương fanden beim Publikum großen Anklang. Sie trat regelmäßig in Teehäusern und bei verschiedenen Veranstaltungen auf, wodurch sie ihre Bühnenpräsenz und ihr Repertoire stetig erweiterte. Ihre Zusammenarbeit mit anderen bekannten vietnamesischen Künstlern half ihr, ihre Position in der Musikindustrie zu festigen. Cẩm Lys Engagement für die Erhaltung und Modernisierung traditioneller vietnamesischer Musik spiegelte sich in ihren Albumveröffentlichungen wider. Ihre frühen Erfolge legten den Grundstein für ihre spätere Karriere als eine der bekanntesten Sängerinnen Vietnams.

## Gesundheitliche Probleme und Comeback
Cẩm Ly sah sich in ihrer Karriere mit erheblichen gesundheitlichen Herausforderungen konfrontiert. Bei ihr wurde ein Polysinusitis-Syndrom, einer Entzündung mehrerer Nasennebenhöhlen, diagnostiziert, das zu einer belegten Stimme führte und sich wie eine anhaltende Erkältung anfühlte. Diese Erkrankung zwang die Künstlerin dazu, ihre Gesangskarriere vorübergehend zu unterbrechen und sich auf ihre Genesung zu konzentrieren. Um ihre Gesundheit wiederherzustellen, musste Cẩm Ly sich einer Nasennebenhöhlenoperation in den Vereinigten Staaten unterziehen. Entgegen anderslautender Gerüchte litt die Sängerin nicht an einer Kehlkopfentzündung.
Der Genesungsprozess erwies sich als langwierig, und Cẩm Ly musste akzeptieren, dass die Rückkehr ihrer vollen stimmlichen Fähigkeiten Zeit in Anspruch nehmen würde. Trotz der gesundheitlichen Rückschläge gab die Künstlerin nicht auf und arbeitete kontinuierlich an ihrer Genesung. Während ihrer Auszeit vom aktiven Singen nahm Cẩm Ly Einladungen als Jurorin und Trainerin bei großen Fernsehwettbewerben an, um weiterhin mit ihrem Publikum in Verbindung zu bleiben. Diese Tätigkeiten ermöglichten es ihr, ihre musikalische Expertise zu teilen und gleichzeitig ihre Stimme zu schonen. Nach intensiver Behandlung und Rehabilitation kehrte Cẩm Ly schließlich zur Musikszene zurück, wobei ihre Singstimme zu etwa 80 % wiederhergestellt war. Obwohl ihr Timbre nicht mehr ganz so klar wie zuvor war, akzeptierte die Sängerin diese Veränderung als Teil ihres Genesungsprozesses.
Cẩm Lys Rückkehr zur aktiven Gesangskarriere wurde von ihren Fans mit großer Begeisterung aufgenommen. Die Künstlerin zeigte sich dankbar für die anhaltende Unterstützung ihres Publikums während ihrer gesundheitsbedingten Auszeit. Um ihre Dankbarkeit auszudrücken, plante Cẩm Ly eine besondere Show zur Feier ihres 30-jährigen Bühnenjubiläums. Bei ihrem Comeback legte die Sängerin besonderen Wert auf ihr geistiges Wohlbefinden und wählte ihre Auftritte selektiv aus. Cẩm Lys Erfahrung mit gesundheitlichen Problemen und ihr erfolgreiches Comeback unterstreichen ihre Widerstandsfähigkeit und Hingabe an ihre Kunst. Ihr Comeback wurde nicht nur von ihren Fans, sondern auch von der Musikindustrie als inspirierendes Beispiel für Durchhaltevermögen und Leidenschaft wahrgenommen.

## Alben
- Tình cuối mùa đông (The Best of Cẩm Ly), 2000
- Cánh chim lạc loài, (Single)
- Sáo sang sông Mùa đông xứ lạ, 2003
- Tình Khúc Nguyễn Nhất Huy, 2003
- Em gái quê, (Album of Lyrical Folk Music), 2005
- Mùa mưa đi qua Em về kẻo trời mưa, (Album Lyrical), 2005
- Người đến sau Sao anh ra đi, 2005
- Buồn con sáo sậu, (Album Folk), 2006
- Tiếng thạch sùng, (Album Folk), 2007
- Khi đã yêu, (Album Lyrical), 2007
- Chuyện chúng mình, (Album Cẩm Ly Minh Vy, Những tình khúc Thúy Nga Productions), 2008
- Em không thể quên, (Album Cẩm Ly những tình khúc Minh Vy), 2009
- Biển tình, (Album Lyrical), 2009
- Gió lên, (Album Dân ca), 2010
- Chuyện tình hoa bướm, (Album Lyrical), 2010
- Nửa trái tim, (Album Foreign Words), 2011
- Tôi mơ Cô Tư bến phà, (Album Folk), 2011
- Thiên đàng ái ân Chiều cuối tuần, (Album Lyrical), 2011